# 2016 în științifico-fantastic
- 2015 în științifico-fantastic — 2016 în științifico-fantastic — 2017 în științifico-fantastic

2016 în științifico-fantastic implică o serie de evenimente:

## Decese
- David Bowie -  actor englez (The Man Who Fell to Earth, The Prestige) și cântăreț rock, a compus numeroase cântece cu tematică științifico-fantastică inclusiv Space Oddity și tot albumul Ziggy Stardust.
- Alan Rickman -  actor britanic (Galaxy Quest, The Hitchhiker’s Guide to the Galaxy).
- Anton Yelchin - actor rus-american (born 1989) - a interpretat Pavel Chekov în franciza Star Trek
- Robert Weinberg - scriitor de științifico-fantastic (n. 1946)
- Kenny Baker -  actor englez, a interpretat R2D2 în franciza Star Wars (n. 1934)
- Jerry Doyle - actor american, a interpretat Michael Garibaldi în Babylon 5
- Ron Glass - actor american (Firefly).
- Carrie Fisher - actriță americană, a interpretat Prințesa Leia în Star Wars
- 13 ianuarie - Sorin Stănescu, nuvele publicate în colecția Povestiri științifico-fantastice (n. 1924)
- 27 octombrie - Cornel Robu,  scriitor, editor și critic român (n. 1938)

## Cărți

### Romane
- Version Control, de Dexter Palmer
- Sleeping Giants, de Sylvain Neuvel
- The Everything Box, de Richard Kadrey
- Join, de Steve Toutonghi
- The Swarm de Orson Scott Card & Aaron Johnson
- Babylon's Ashes de James S.A. Corey
- Take Back the Sky de Greg Bear
- 71 de David Brin
- 2140 de Kim Stanley Robinson
- Raithe of the Boedecken de Matthew Stover
- Morning Star de Pierce Brown

## Filme
- 10 Cloverfield Lane, de Dan Trachtenberg
- 24, de Vikram Kumar
- The Divergent Series: Allegiant, de Robert Schwentke
- Arrival, de Denis Villeneuve & Eric Heisserer
- Assassin's Creed, de Justin Kurzel
- Equals, de Drake Doremus
- The 5th Wave, de J Blakeson
- The Girl with All the Gifts, de Colm McCarthy
- The Glass Fortress, de Alain Bourret
- Independence Day: Resurgence, de Roland Emmerich[1]
- Midnight Special, de Jeff Nichols
- Morgan, de Luke Scott
- Passengers, de Morten Tyldum
- Rogue One: A Star Wars Story, de Gareth Edwards[2][3][4]
- Shin Godzilla, de Hideaki Anno and Shinji Higuchi
- Star Trek: Beyond, de Justin Lin[5]

## Seriale TV
- 11.22.63, de Bridget Carpenter
- 3%, de Pedro Aguilera
- The Expanse de Mark Fergus, Hawk Ostby
- The OA, de Brit Marling & Zal Batmanglij
- Stranger Things, de Frații Duffer
- Timeless, de Eric Kripke și Shawn Ryan
- Travelers, de Brad Wright
- fr  Trepalium, de Antarès Bassis, Sophie Hiet &  Vincent Lannoo
- Westworld, de Jonathan Nolan
- Dosarele X, de Chris Carter

## Jocuri video
- Star Citizen, de Cloud Imperium Games
- Stellaris, joc 4X Strategy creat de Paradox
- No Man's Sky, de Hello Games
- The Technomancer, de Spiders
- Destiny: Rise of Iron, de Bungie
- Overwatch, de Blizzard Entertainment
- Deus Ex: Mankind Divided, de Eidos Montréal

## Premii
Premiul Saturn
- Cel mai bun film SF: Rogue One: O poveste Star Wars

Premiul Nebula pentru cel mai bun roman
- Uprooted de Naomi Novik

Premiul Hugo pentru cel mai bun roman
- The Fifth Season de N.K. Jemisin